# Vergèze
Vergèze település Franciaországban, Gard megyében. Lakosainak száma 5778 fő (2022. január 1.). Vergèze Boissières, Le Cailar, Calvisson, Codognan, Mus és Vestric-et-Candiac községekkel határos.

## Népesség
A település népessége az elmúlt években az alábbi módon változott:
| Lakosok száma | 2061 | 2554 | 3135 | 3930 | 5064 | 5051 | 5188 | 5308 | 5465 | 5778 |
|               | 1968 | 1982 | 1990 | 2006 | 2013 | 2015 | 2017 | 2019 | 2020 | 2022 |